# گیلمان سیتی (میزوری)
گیلمان سیتی (به انگلیسی: Gilman City) یک شهر در ایالات متحده آمریکا است که در شهرستان دیویس، میزوری واقع شده‌است. گیلمان سیتی ۲٫۱۸ کیلومتر مربع مساحت و ۳۸۳ نفر جمعیت دارد و ۳۰۰ متر بالاتر از سطح دریا واقع شده‌است.